# Spring Valley (Illinois)
Spring Valley je grad u američkoj saveznoj državi Ilinois. Prema popisu stanovništva iz 2010. u njemu je živjelo 5.558 stanovnika.